# Mario Rusca
Mario Rusca (Torino, 2 aprile 1937) è un pianista, compositore e direttore d'orchestra italiano.

## Biografia

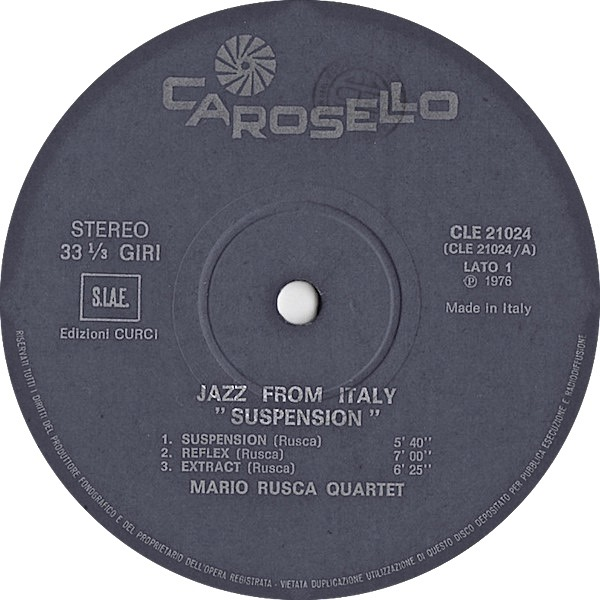
"Suspension" (label)
Mario Rusca Quartet

Dopo gli studi di pianoforte al Conservatorio di Torino, inizia a suonare professionalmente in trio, con Nando Amedeo al contrabbasso e Giancarlo Coriasso alla batteria. In seguito si trasferisce a Milano, dove approfondisce gli studi di armonia e composizione al Conservatorio Giuseppe Verdi tenuti dal maestro Armando Gentilucci. 
Nel 1969 inizia la collaborazione nell’appena inaugurato Capolinea di Giorgio Vanni, dove fino al 1977 sarà una presenza fissa, accompagnato dal sassofonista e clarinettista Paolo Tomelleri in quel frangente al basso elettrico e da Gil Cuppini alla batteria. In quegli anni è anche un apprezzato turnista negli studi di registrazione milanesi.
Rusca ha poi proseguito la carriera jazzistica accompagnando in concerti e registrazioni un grande nome del violino jazz, lo statunitense Joe Venuti, per poi divenire leader nel corso degli anni di formazioni con cui ha inciso album e si è esibito in rinomati festival italiani e importanti rassegne internazionali.
Sono molti i musicisti di fama con cui ha collaborato: oltre al già citato Joe Venuti, si ricordano Tony Scott, Gerry Mulligan, Lou Donaldson, Lee Konitz, Chet Baker, Toots Thielemans, Stan Getz, Kenny Clarke, Steve Lacy e gli italiani Franco Cerri, Gianni Bedori, Enrico Rava, Gianni Basso, Tullio De Piscopo.
Tiene corsi di pianoforte jazz e  Musica d’insieme alla Civica Scuola di Musica Claudio Abbado di Milano.

## Discografia parziale

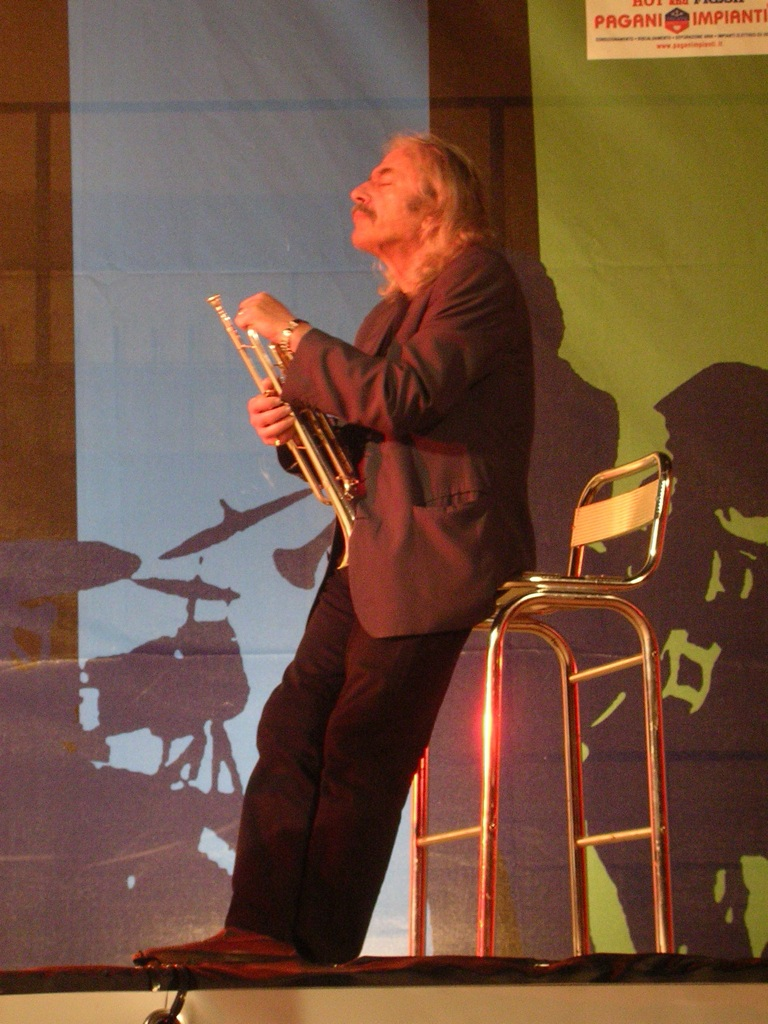
Enrico Rava con cui Mario Rusca ha registrato per la Giants Of Jazz l'album D.N.A.

### Album
- 1973 – Mario Rusca (St.Louis Record)
- 1976 – Recreations (Jump Records)
- 1976 – Suspension (Carosello)
- 1977 – Joyette Piano Solo (Dire)
- 1985 – Mario Rusca’s Quintet (tondomusic, Suisse)
- 1992 – Night Emotions (Mix Records)
- 1995 – Ritratti Jazzistici (Tech Records)
- 1997 – D.N.A. Enrico Rava & Mario Rusca (Giants Of Jazz)
- 1997 – Where's The Blues? Lee Konitz & Mario Rusca (Giants Of Jazz)
- 1998 – What’s New In Fifty Franco D'Andrea, Ivano Borgazzi, Mario Rusca, Michael Rosen – (Fonola)
- 2003 – New Age Piano (Beat Records)
- 2013 – Recreation in Jazz (Easy Tempo)